# Paul King (Schiedsrichter)
Paul King (* im 20. Jahrhundert) ist ein US-amerikanischer Schiedsrichter im American Football, der seit der Saison 2009 in der NFL tätig ist. Er trägt die Uniform mit der Nummer 121.

## Karriere

### College Football
Vor dem Einstieg in die NFL arbeitete er als Schiedsrichter im College Football in der Big East Conference.

### Professionelle Footballligen
Im Anschluss war er in der NFL Europe tätig.

#### National Football League
King startete seine NFL-Laufbahn als Umpire. Sein erstes Spiel, die New York Giants gegen die Washington Redskins, war am 13. September 2009.